# 小行星3784
小行星3784（3784 Chopin）是位于小行星带主带中的一颗直径约为28.53km（±4.4km）的小行星。该小行星于1986年被Eric W. Elst发现，并以19世纪波兰的著名作曲家、钢琴家——弗雷德里克·肖邦的名字命名。